# Bombardeig de MOVE de 1985
El bombardeig de MOVE de 1985 fou un atac contra població civil a Filadèlfia, EUA perpetrat pel Departament de Policia de Filadèlfia. L'atac va consistir en el llençament de dos artefactes explosius des d'un helicòpter contra una casa propietat de la comuna MOVE, que va provocar 11 morts; 6 adults i 5 nens.
El departament de Bombers de la ciutat va permetre l'expansió del foc resultant de les bombes, que va acabar destruint 61 habitatges del barri i deixant 250 sense llar.

## Conseqüències
L'alcalde de Filadèlfia, Wilson Goode va crear una comissió d'investigació del bombardeig, coneguda com a Comissió MOVE. Aquesta comissió va emetre un informe un any després, el 6 de març de 1986 on va denunciar la brutalitat policial dels fets.
L'any 1996, un jurat dels EUA va condemnar a l'ajuntament de Filadèlfia a pagar 1,5 milions de dòlars a la supervivent del bombardeig, Ramona Africa i a familiars de dues de les persones mortes en l'atac.
L'any 2005 es va celebrar judici civil a partir d'una denúncia per ex-veïns que van quedar-se sense llar a partir del foc provocat pels artefactes explosius en el bombardeig. El resultat del judici va condemnar la ciutat de Filadèlfia a pagar una indemnització de 12,83 milions de dòlars.
El novembre de 2020, l' Ajuntament de Filadèlfia va presentar una discursa formal per l'atac de MOVE. La disculpa també va establir que anualment se celebraria el 13 de maig (el dia de l'atac) com a jornada d'"observació, reflexió i compromís".